# Jason Mantzoukas
Jason Mantzoukas, född 18 december 1972 i Nahant, Massachusetts, är en amerikansk skådespelare, komiker och författare. Han är mest känd för sin roll i TV-serien The League, och för rollen som Nadal i filmen The Dictator.

## Filmografi

### Film (urval)
| År   | Titel                      |
| ---- | -------------------------- |
| 2008 | Baby Mama                  |
| 2011 | Conception                 |
| 2012 | The Dictator               |
| 2014 | They Came Together         |
| 2014 | Stretch                    |
| 2014 | Neighbors                  |
| 2015 | Sleeping with Other People |
| 2016 | How to Be Single           |
| 2017 | The Disaster Artist        |
| TBA  | Search Party               |

### TV (urval)
| År             | Titel                   | Roll                                  | Noteringar     |
| -------------- | ----------------------- | ------------------------------------- | -------------- |
| 2010 – 2012    | The Life & Times of Tim | Blandade karaktärer                   | Röst           |
| 2010 – present | The League              | Rafi                                  |                |
| 2011           | Childrens Hospital      | Mole Man                              | 1 avsnitt      |
| 2011 – 2013    | Enlightened             | Omar Ali                              |                |
| 2011 – 2015    | Parks and Recreation    | Dennis Feinstein                      |                |
| 2012           | NTSF:SD:SUV::           | Hank Schiller                         | 1 avsnitt      |
| 2013           | Modern Family           | Kenny                                 | 1 avsnitt      |
| 2013           | Bob's Burgers           | Mr. Manoogian                         | Röst 1 avsnitt |
| 2013 – 2015    | Kroll Show              | Blandade karaktärer                   |                |
| 2013 – 2015    | Comedy Bang! Bang!      | Chef Luigi Lugosi                     | 3 avsnitt      |
| 2014           | Broad City              | Creepy DJ #2                          | 1 avsnitt      |
| 2014           | Review                  | Crazed Driver                         | 1 avsnitt      |
| 2014           | Playing House           | C.J. Wolfe                            | 1 avsnitt      |
| 2014           | Transparent             | Dr. Steve                             | 1 avsnitt      |
| 2014           | Drunk History           | Eddie Aikau                           | 1 avsnitt      |
| 2015           | Regular Show            | Sad Sax Guy                           | 1 avsnitt      |
| 2015           | Community               | Matt Lundergard                       | 1 avsnitt      |
| 2016           | Brooklyn Nine-Nine      | Adrian Pimento                        |                |
| 2017           | The Good Place          | Derek                                 | 3 avsnitt      |
| 2017-          | Big Mouth               | Jay Bilzerian och blandade karaktärer | Röst           |